# Pewien uśmiech
Pewien uśmiech (ang. A Certain Smile) – amerykański film z 1958 roku w reżyserii Jeana Negulesco.

## Obsada
- Christine Carère jako Dominique Vallon
- Rossano Brazzi jako Luc Ferrand
- Joan Fontaine jako Françoise Ferrand
- Bradford Dillman jako Bertrand Griot
- Eduard Franz jako pan Vallon
- Feridun Çölgeçen jako zarządca hotelu
- Edit Angold jako kucharka
- Gabrille Del Valle jako Amerykanin
- Carol van Dyke jako Amerykanin
- Renate Hoy jako Pierre
- Sandy Livingston jako Catherine
- Trude Wyler jako panna Denis
- Steven Geray jako Denis

## Nagrody i nominacje
| Nazwa nagrody | Wygrane            | Nominacje |
| Oscar         | 1959 bez rezultatu | 1959 Najlepsza piosenka "A Certain Smile", wyk. Johnny Mathis, muzyka Sammy Fain, tekst Paul Francis Webster Najlepsza scenografia - filmy czarno-białe lub kolorowe John DeCuir, Lyle Wheeler, Paul S. Fox, Walter M. Scott Najlepsze kostiumy - filmy czarno-białe lub kolorowe Charles LeMaire, Mary Wills |